# Savoia-Marchetti SM.82
Die Savoia-Marchetti SM.82 war ein italienisches Transport- und Bombenflugzeug. Die SM.82 wird teils als bestes Transportflugzeug der Achsenmächte, das in großer Stückzahl produziert wurde und bester Flugzeugtyp der während des Zweiten Weltkrieges in Italien hergestellt wurde, bezeichnet. 

## Geschichte
Die italienische SM.82 war eines der wenigen ausländischen Flugzeugmuster, das bis September 1943 in der operativen deutschen Luftwaffe („Verbände“) eingesetzt wurde. Es handelte sich bei der SM.82 um ein Transportflugzeug, das sich besonders durch seine große Ladefähigkeit von 4 t oder 32 ausgerüsteten Soldaten auszeichnete. Das Flugzeug war von Dezember 1939 bis August 1944 in Produktion, insgesamt 721 Flugzeuge wurden gebaut, davon 299 nach dem italienischen Waffenstillstand. In der italienischen Luftwaffe diente die SM.82 bis 1960.
Das Interesse der deutschen Luftwaffe an diesem Flugzeug zeigte sich bereits früh. Man kann nur vermuten, dass die erheblich höhere Transportkapazität gegenüber dem deutschen Standard-Transporter Ju 52/3m für die Luftwaffe interessant war, nachdem ab Januar 1941 das X. Fliegerkorps in Sizilien und Süditalien zur Unterstützung des Afrikakorps eingesetzt wurde und erheblicher Transportbedarf nach Afrika bestand. In der Folge kaufte das Reichsluftfahrtministerium Anfang Oktober 1941 drei gebrauchte SM.82 von der Regia Aeronautica sowie zehn weitere, die sich in der Endmontage befanden.

## Kriegseinsatz
Die SM.82 waren 1940 und 1941 im Einsatz zur Versorgung der italienischen Streitkräfte in Ost- und Nordafrika. Eine der bemerkenswertesten Transportaktionen fand in der zweiten Hälfte des Jahres 1940 statt, als SM.82 51 komplette Fiat CR.42-Jäger mit weiteren 51 Ersatzmotoren nach Ostafrika lieferten. 
Im Februar 1942 wurde eine deutsche Transportflugzeugeinheit aufgestellt und offiziell als Stabsstaffel III./KGzbV 1, inoffiziell als „Savoiastaffel“ geführt. Die III./KGzbV 1 benannte als ersten Staffelführer Leutnant Helmut Schwarz und entsandte ihn am 18. Februar 1942 zum Aufbau der Staffel nach Brindisi. Bis Ende Februar traf das bis dahin umgeschulte Personal mit den vorhandenen drei SM.82 in Brindisi ein und der Staffelführer meldete seine Einheit am 22. Februar 1942 „eingerichtet“. Da keinerlei Dokumentation in deutscher Sprache vorhanden war, verlief die weitere Ausbildung des technischen und fliegenden Personals unter großen Mühen; insgesamt standen pro Besatzung nur 60 Minuten Flugzeit (vier bis fünf Platzrunden und dann der Alleinflug) zur Einweisung zur Verfügung, bis Ende März 1942 „Einsatzbereitschaft“ gemeldet wurde. Anfang April wurde die Staffel nach Lecce verlegt, wo eine italienische Einheit den weiteren Aufbau mit Ersatzteilen und Bodendienstgerät unterstützen konnte. Gleichzeitig wurde die Staffel jetzt direkt dem Lufttransportfliegerführer Mittelmeer in Rom unterstellt.

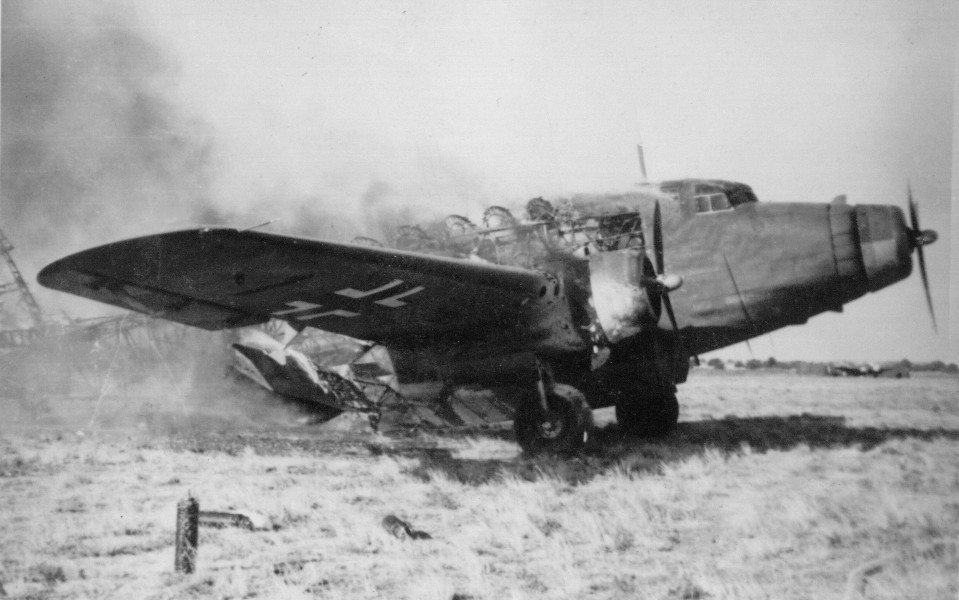
SM.82 der „Savoia-Staffel“, am Startplatz in Lecce in Brand geraten, 15. Juli 1942

Bis Mitte Juni 1942 wurden die Flugzeuge mit je zwei deutschen Maschinengewehren MG 13 in Seitenhalterungen ausgerüstet. Ein Jahr später verlegte die Staffel nach Grosseto, von dort im September 1943 nach Malpensa und schließlich Mitte Oktober 1943 nach Celle, wo sie ihren gesamten Bestand von 15 SM.82 an die III./TG 1 (die ehemalige III./KGzbV 1, also ihr ursprünglicher Heimatverband) abgab. Diese war, ebenso wie die II./TG 1, nach der Kapitulation Italiens ab September 1943 bereits mit beschlagnahmten SM.82 ausgerüstet worden und verlegte nach kurzer Auffrischung in Celle schon Ende Oktober 1943 mit ihren SM.82 wieder an die Südostfront.
Der Einsatz der SM.82 verlief zufriedenstellend. Die Luftwaffe trat daher an das italienische Luftfahrtministerium mit Wunsch heran, 300 SM.82 zu erwerben. Die Verhandlungen führten letztlich zum Auftrag über 100 SM.82 mit Lieferbeginn zum Dezember 1942. Die hohen Verluste der Regia Aeronautica bei der Versorgung der Truppen in Nordafrika führten aber dazu, dass die ersten vier Flugzeuge (MM 60856 bis 60859) erst im April 1943 übergeben wurden. Bis September 1943 wurden lediglich weitere zehn Flugzeuge geliefert (MM 61175 bis 61184).
Am 31. Juli 1943 hatte die Regia Aeronautica einen Bestand von 249 SM.82. Nach dem Waffenstillstand am 8. September 1943 beschlagnahmte die Luftwaffe das Flugzeug in großer Zahl. Am 31. Januar 1944 standen allerdings erst 116 Flugzeuge im Dienste der Luftwaffe, da die Flugzeuge auf deutsche Geräte und gemäß den deutschen Bedienvorschriften umgebaut werden mussten, so dass es bei der Übernahme in den Truppendienst zu Verzögerungen kam.
Die Luftwaffe hatte im Zeitraum vom November 1942 bis zum italienischen Waffenstillstand alleine im Mittelmeerraum über 600 Transportflugzeuge als Totalschäden zu verzeichnen. Infolgedessen war die Luftfahrtindustrie nicht mehr in der Lage, die Verluste auszugleichen, obwohl die Ju 52/3m seit 1942 auch in Frankreich gebaut wurde. Die italienischen Maschinen waren daher mehr als willkommen. Die Luftwaffe rüstete drei reguläre Transportgruppen (II./TG 1, III./TG 1, IV./TG 3) sowie die mit italienischem Personal ausgestattete TGr 110 damit aus. Auch das Ergänzungstransportgeschwader (ErgTG) erhielt einige Flugzeuge dieses Musters. Der Höchststand lag am 31. Juli 1944 bei 231 Flugzeugen. Danach sank die Zahl rapide ab.
Die III./TG 1 wurde Anfang 1944 nach Odessa verlegt, wo sie an der Versorgung der Krim teilnahm. Allerdings stellte sich schnell heraus, dass das Flugzeug für den Einsatz im russischen Winter fliegerisch und technisch ungeeignet war. Die Gruppe wurde daher im April 1944 wieder aus dem Einsatz gezogen und in Celle stationiert. Die II./TG 1 verblieb gleich in Italien (Collerate), bis sie zur Auflösung im August 1944 nach Deutschland verlegt wurde. Die italienische TGr 110 war von Juni bis Oktober 1944 in Goslar stationiert, von wo aus Transporteinsätze in den Nordabschnitt der Ostfront geflogen wurden. Die IV./TG 3 wurde ab Oktober 1943 in Italien mit der SM.82 ausgerüstet und blieb vermutlich in Italien.
Auf Grund des Treibstoffmangels wurden die Flugzeuge ab dem Sommer 1944 nur noch wenig geflogen. Bis Ende September 1944 wurden sie weitgehend aus den Transportgruppen zurückgezogen, nachdem im August die Auflösung der mit italienischen Flugzeugen ausgerüsteten Transportgruppen verfügt worden war. Es ist anzunehmen, dass die Flugzeuge anschließend weitgehend verschrottet wurden.
Insgesamt übernahm die Luftwaffe bis zum 30. November 1944 280 Neubauflugzeuge. Die Differenz zwischen 299 nach dem Waffenstillstand gebauten und 280 übernommenen Flugzeugen dürfte in Verlusten durch Bombenangriffe vor der Übernahme liegen. Außerdem verblieben einige Neubauflugzeuge im Werk, die im Mai 1945 von den Siegern übernommen wurden.
Im Rahmen der italienischen Aeronautica Cobelligerante Italiana flogen nach dem September 1943 auf Seiten der Alliierten 30 SM.82. Am 31. Dezember 1943 waren dort 27 Flugzeuge vorhanden, davon 17 einsatzbereit. Bis zum Kriegsende gingen drei Flugzeuge durch Feindeinwirkung und sechs aus sonstigen Gründen verloren.

## Technische Daten
| Kenngröße             | Daten |
| --------------------- | --- |
| Besatzung             | 4 |
| Transportkapazität    | 40 Soldaten |
| Länge                 | 22,9 m (75 ft) |
| Spannweite            | 29,68 m (97 ft) |
| Höhe                  | 6,0 m (20 ft) |
| Flügelfläche          | 118,6 m² (1.277 ft²) |
| Flügelstreckung       | 7,4 |
| Leermasse             | 10.550 kg (23.259 lb), Bomber 11.200 kg (24.692 lb)                                                                                     |
| Startmasse            | maximal 18.020 kg (39.727 lb), Bomber 18.410 kg (40.587 lb)                                                                             |
| Triebwerk             | 3 × Neunzylinder-Sternmotoren Alfa Romeo 128 RC.21, jeweils 708 kW (963 PS)                                                             |
| Höchstgeschwindigkeit | 347 km/h (187 kn, 212 mph) |
| Marschgeschwindigkeit | 250 km/h (135 kn, 125 mph) auf 3.000 m (9.843 ft)                                                                                       |
| Landegeschwindigkeit  | 110 km/h (59 kn, 68 mph) |
| Reichweite            | 2.100 km (1.134 nmi, 1.864 mi) |
| Dienstgipfelhöhe      | 6.000 m (19.685 ft) |
| Bewaffnung            | 1 × 12,7-mm-MG Scotti–Isotta Fraschini (.50 in) im Rückenturm 3 × 7,7-mm-MG Breda-SAFAT (.303 British) im Unterrumpfstand und seitwärts |
| Bombenlast            | 4.000 kg (8.818 lb) |